# Arnaud Duncker
Pour les articles homonymes, voir Duncker.
Arnaud Duncker est un footballeur français né le 7 mai 1971 à Valenciennes (Nord). Il a évolué milieu de terrain puis défenseur.

## Biographie
Ce joueur formé à Valenciennes, a joué à Lille, avant de revenir dans le club de ses débuts. 
Au total, il a disputé 129 matchs en Division 1 et 101 matchs en Division 2.
6 ans après son départ au LOSC il revient au VAFC, alors en championnat de national, avec pour projet l'accession en Ligue 2. Cependant malgré l'effectif le plus riche du National, Valenciennes enchaînera les mauvais résultats et sera relégué en CFA, après une défaite face à Grenoble (0-2), lors du match de la dernière chance à Nungesser.

## Carrière de joueur
- 1991-1994 : Valenciennes FC
- 1994-1998 : Lille OSC
- 2000-2001 : Valenciennes FC
- Royal Géant Athois
- FC Wambrechies
- FC La Madeleine[1]

## Palmarès
- Vice-champion de France D2 en 1992 avec l'US Valenciennes Anzin